# Willy Ronis
Willy Ronis [wiˈli ʀɔˈni] (14. srpna 1910 v Paříži – 11. září 2009 tamtéž) byl francouzský fotograf. Tak jako Henri Cartier-Bresson a Robert Doisneau se řadí k francouzskému hnutí tzv. fotografického humanismu.

## Životopis
Jeho rodiče byli židovští imigranté, kteří odešli do Francie na počátku 20. století před pogromy. Jeho otec pocházel z Oděsy a matka z Litvy. Původně se chtěl Ronis stát skladatelem, ale po své vojenské službě od roku 1932 musel vypomáhat otci v jeho fotoateliéru na Boulevardu Voltaire v Paříži. Ronis začal svou profesionální kariéru fotografa v roce 1936, kdy jeho otec zemřel a on prodal fotostudio a věnoval se reportážím. Po druhé světové válce ve své fotografické práci zachycoval převážně běžný život na ulicích Paříže a v Provence. V roce 1946 začal spolupracovat s agenturou Rapho a jeho snímy se objevovaly v časopisech Time, Life aj. V 50. letech se stal členem spolku fotografů Groupe des XV. Od roku 1972 bydlel v L'Isle-sur-la-Sorgue a v 70. a 80. letech působil na uměleckých školách v Avignonu, Aix-en-Provence a Marseille.
V roce 1979 získal Grand Prix national de la photographie ministerstva kultury a v roce 1981 byl oceněn Prix Nadar.
Byl členem Klubu 30 × 40.
V letech 2005-2006 mu uspořádalo město Paříž velkou retrospektivní výstavu na pařížské radnici, kterou navštívilo přes 500 000 návštěvníků.

## Ocenění
- Grand Prix national de la photographie